# Józef Jakubowski (rzemieślnik)
Józef Władysław Jakubowski (ur. 4 września 1909 we Włocławku, zm. 20 lipca 1991 tamże) – polski rzemieślnik, ślusarz, działacz cechowy i polityczny.

## Życiorys

### Wczesne lata i edukacja
Był synem robotnika Józefa Jakubowskiego (1880–1946) i jego żony Marianny z Pawłowskich (1884–1956).
W latach 1918–1925 uczęszczał do szkoły podstawowej. Po jej ukończeniu rozpoczął praktykę w warsztacie rzemieślniczym i równocześnie rozpoczął naukę w Miejskiej Szkole Zawodowej przy ul. Gęsiej 20 we Włocławku. Szkołę tę ukończył w 1928 roku. W 1927 roku uzyskał dyplom czeladnika. W 1929 roku rozpoczął naukę w Cywilnej Szkole Mechaniki Samolotowej przy Państwowej Szkole Przemysłowej w Bydgoszczy. Szkołę tę ukończył w 1931 roku. Następnie odbył czynną służbę wojskową, służąc w Centrum Wyszkolenia Lotniczego w Dęblinie. W 1932 roku został zwolniony do rezerwy w stopniu kaprala.

### Kariera zawodowa
Po powrocie z wojska w 1932 roku rozpoczął we Włocławku pracę zawodową jako ślusarz. W 1934 roku otworzył własny zakład ślusarski, który prowadził aż do wybuchu II wojny światowej. W 1937 roku został wyuczony na mistrza cechowego. W latach okupacji pracował jako ślusarz w niemieckim warsztacie E. Schulza. Po zakończeniu wojny ponownie otworzył własny warsztat, który mieścił się wtedy przy ul. Zduńskiej 8 we Włocławku. Później został przeniesiony na ulicę Polskiej Organizacji Wojskowej 24 (wówczas była to jeszcze ulica Kaliska). W tym okresie rozszerzył zakres swoich usług na cały powiat włocławski.
Jako właściciel swojego warsztatu, wyuczył na czeladników i mistrzów 70 uczniów. Prace jego podopiecznych z dziedzin ślusarstwa, kowalstwa artystycznego i metaloplastyki były nagradzane na wystawach organizowanych przez cechy rzemieślnicze, a także władze miejskie i województwie na terenie całego kraju. Chętnie udzielał porad innym początkującym rzemieślnikom. Był propagatorem rozwoju technicznego rzemiosła.
W 1984 r. przeszedł na emeryturę. Prowadzenie warsztatu przejęli wówczas jego synowie Włodzimierz i Kazimierz. Po śmierci Włodzimierza w 1989 roku Kazimierz prowadził warsztat samodzielnie aż do jego likwidacji.
Został pochowany na Cmentarzu Komunalnym we Włocławku, w sektorze nr 31/6/95.

## Działalność cechowa

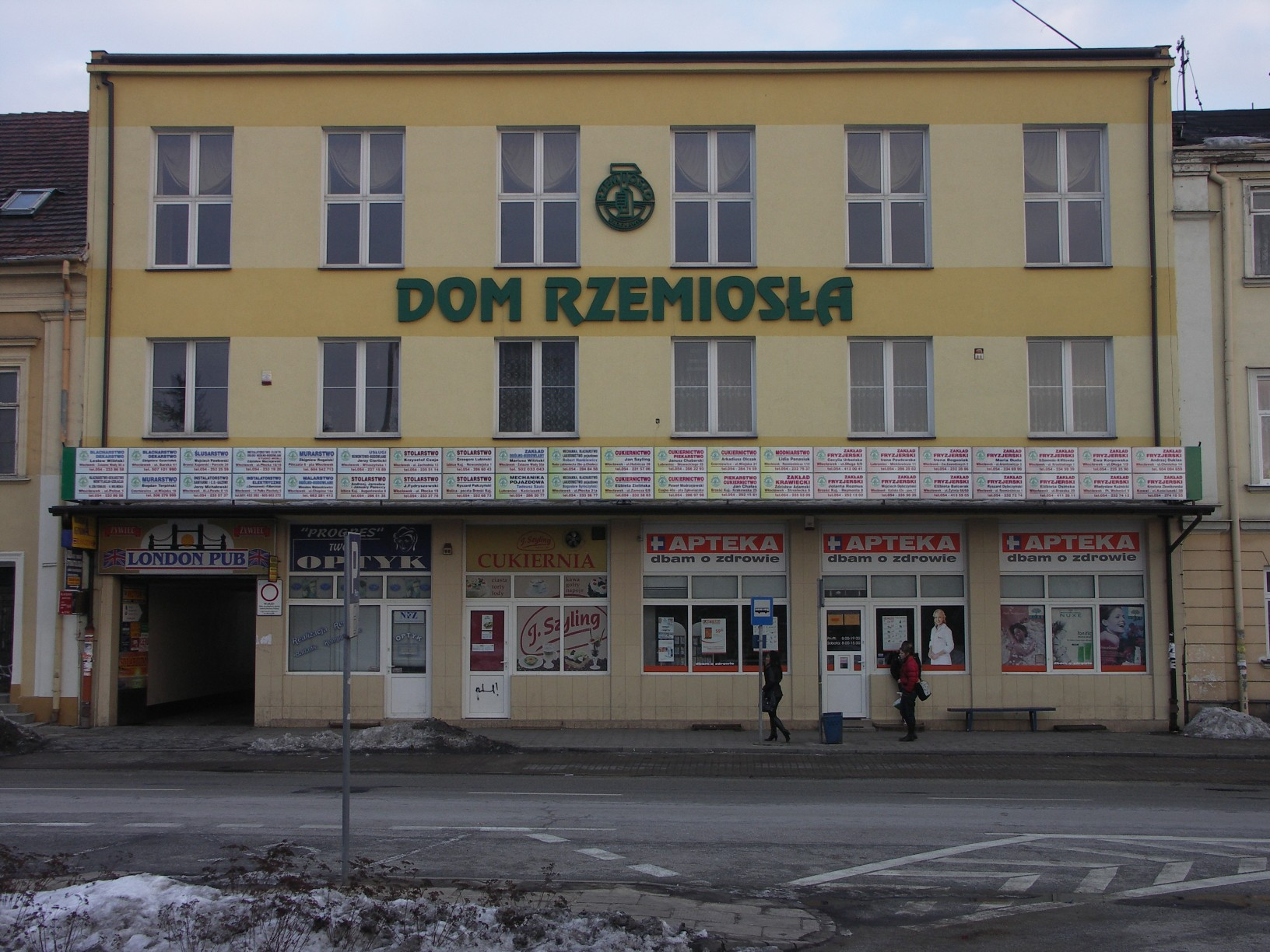
Dom Rzemiosła we Włocławku, którego budowę zainicjował Józef Jakubowski

Był jednym z założycieli Rzemieślniczej Spółdzielni Budowlanej i Wielobranżowej. W latach 1964–1984 był członkiem zarządu tej Spółdzielni. Pełnił również funkcję wiceprezesa zarządu.
W latach 1958–1968 był Starszym Cechu Rzemiosł Różnych we Włocławku. Był inicjatorem budowy, a potem członkiem komitetu budowy Domu Rzemiosła przy Placu Wolności 17 we Włocławku, który powstał w latach 1959–1963.
Był członkiem Zarządu Izby Rzemieślniczej w Bydgoszczy. Był też członkiem Komisji Egzaminacyjnej czeladniczej i mistrzowskiej ślusarskiej.

## Działalność polityczna
Od 3 października 1960 roku był członkiem Stronnictwa Demokratycznego. Przez trzy kadencje był przewodniczącym Koła SD przy Cechu Rzemiosł Różnych we Włocławku. Od 1961 do 1972 roku był członkiem Miejskiego i Powiatowego Komitetu SD we Włocławku. Od 1970 do 1972 roku był Przewodniczącym Koła Rzemieślników Cechu Rzemiosł Różnych. Od 1972 roku był członkiem Komitetu Wojewódzkiego SD w Bydgoszczy. Od 14 stycznia 1976 roku był członkiem Prezydium Wojewódzkiego Komitetu SD we Włocławku.

## Odznaczenia

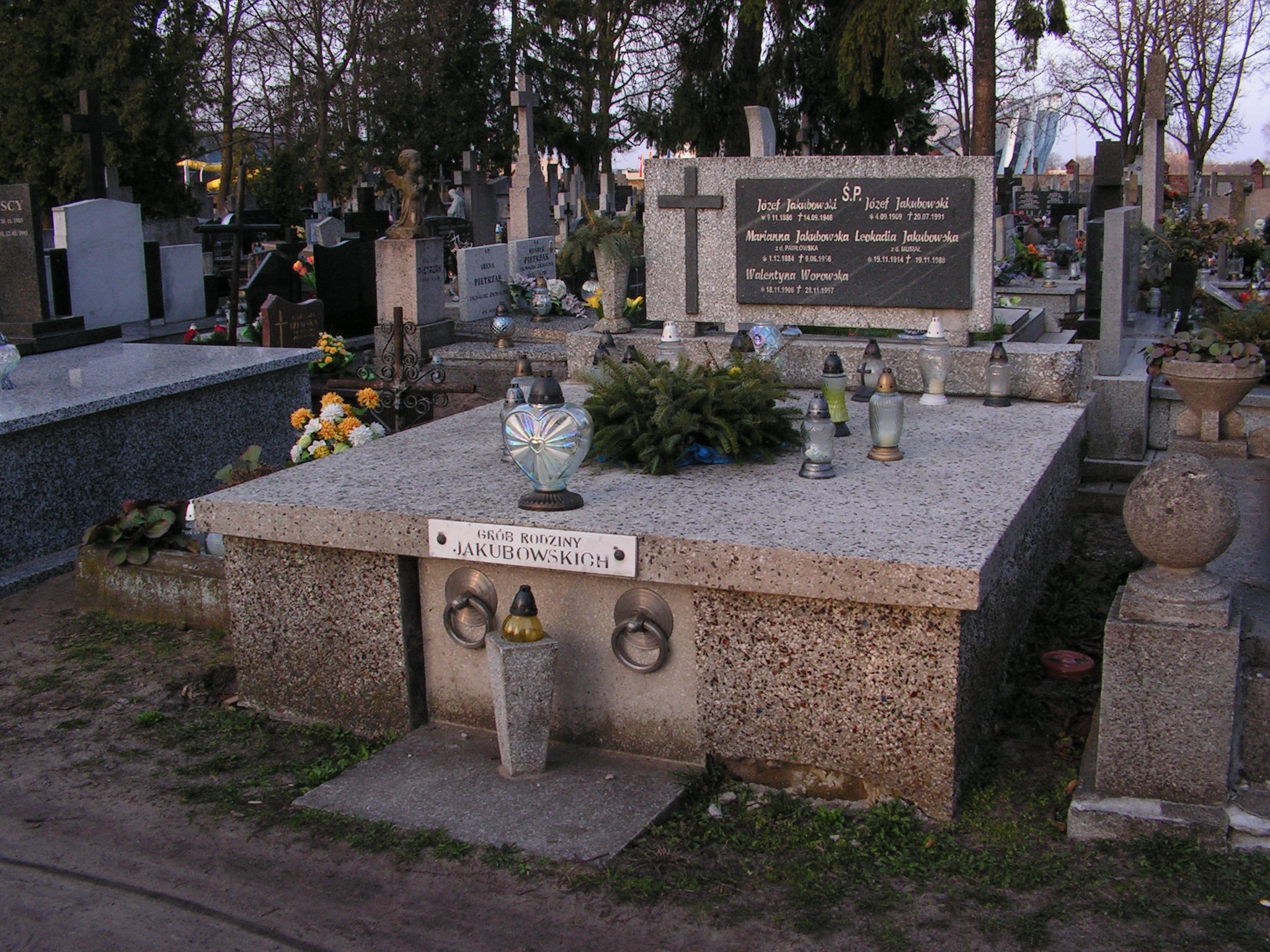
Grób rodziny Jakubowskich na Cmentarzu Komunalnym we Włocławku

Za swoje zasługi na polu rzemieślniczym został wyróżniony m.in. Srebrnym Krzyżem Zasługi (1974), Krzyżem Kawalerskim Orderu Odrodzenia Polski, Złotą Odznaką za Szkolenie Uczniów (1963), Odznaką Zasłużony Działacz Ruchu Spółdzielczego (1965), Medalem im. Jana Kilińskiego (1980), Odznaką Zasłużony dla Województwa Włocławskiego, Odznaką Grunwaldzką i Honorową Odznaką Rzemiosła Województwa Włocławskiego.
Na parterze gmachu Domu Rzemiosła we Włocławku wisi tablica pamiątkowa poświęcona Józefowi Jakubowskiemu, inicjatorowi budowy tego gmachu.

## Życie prywatne
W 1934 roku poślubił Leokadię Elżbietę Musiał (1914–1988). Para doczekała się czworga dzieci: Włodzimierza (1937–1989), Krystyny Elżbiety (ur. 1939), Anny Barbary, zamężnej Zakrzewskiej (1940–2014) i Kazimierza (ur. 1944).